# István Bagi
István Bagi (* 23. März 1989 in Csongrád) ist ein ungarischer Fußballspieler.

## Karriere
Bagi begann seine Karriere beim Csongrádi TSE. Zur Saison 2008/09 wechselte er zum Erstligisten Kecskeméti TE. Im Oktober 2008 debütierte er gegen den Kaposvári Rákóczi FC in der Nemzeti Bajnokság. Für Kecskemét kam er insgesamt zu 29 Einsätzen in der höchsten ungarischen Spielklasse. Im Februar 2011 wurde er an den Zweitligisten Mezőkövesd-Zsóry SE verliehen, von dem er zur Saison 2011/12 dann fest verpflichtet wurde. Am Ende der Saison 2012/13 stieg er mit Mezőkövesd-Zsóry in die Nemzeti Bajnokság auf. Für Mezőkövesd absolvierte er in drei Jahren 65 Partien in der Nemzeti Bajnokság II und drei in der Nemzeti Bajnokság.
Im Februar 2014 schloss er sich dem Zweitligisten Békéscsaba Előre an. Auch mit Békéscsaba stieg er 2015 in die höchste Spielklasse auf. Im Januar 2016 wurde er an den Zweitligisten Kisvárda FC verliehen. Für Kisvárda kam er während der Leihe zu 14 Zweitligaeinsätzen. Zur Saison 2016/17 kehrte er dann wieder nach Békéscsaba zurück, das in seiner Abwesenheit direkt wieder in die zweite Liga abgestiegen war. Zur Saison 2017/18 wechselte Bagi innerhalb der Liga zum Győri ETO FC. Für Győr kam er in fünf Jahren zu 142 Zweitligaeinsätzen, in denen er elf Tore erzielte.
Zur Saison 2022/23 wechselte der Innenverteidiger zum österreichischen Regionalligisten ASK-BSC Bruck/Leitha. Für Bruck kam er zu 13 Einsätzen in der Regionalliga. Im Januar 2023 wechselte er zum fünftklassigen SC Oberpullendorf.